# Oxyomus setosopunctatus
Oxyomus setosopunctatus är en skalbaggsart som beskrevs av Schmidt 1911. Oxyomus setosopunctatus ingår i släktet Oxyomus och familjen Aphodiidae. Inga underarter finns listade i Catalogue of Life.